# Рендвил (Охајо)
Рендвил (енгл. Rendville) град је у америчкој савезној држави Охајо.

## Демографија
По попису из 2010. године број становника је 36, што је 10 (-21,7%) становника мање него 2000. године.
| Група             | 2000.      | 2010.      |
| Белци             | 40 (87,0%) | 29 (80,6%) |
| Афроамериканци    | 5 (10,9%)  | 3 (8,3%)   |
| Азијати           | 0 (0,0%)   | 0 (0,0%)   |
| Хиспаноамериканци | 0 (0,0%)   | 0 (0,0%)   |
| Укупно            | 46         | 36         |